# Sadiq Malallah
Sadiq Abdul-Karim Malallah, né en 1970[réf. nécessaire] et mort le 3 septembre 1992 à Qatif, est un poète saoudien exécuté pour blasphème et apostasie.

## Biographie
Membre de la minorité chiite d'Arabie saoudite, il fait campagne pour les droits de cette minorité, ainsi que pour les droits des femmes. Il est arrêté en 1988 et accusé d'avoir jeté des pierres à une patrouille de police. Il est ensuite accusé d'apostasie et de blasphème. Selon un témoignage rapporté par Amnesty International, le juge lui aurait enjoint de se convertir au wahhabisme, la religion d'État, pour obtenir une peine moins sévère. Malallah refuse, est condamné à mort, et décapité en place publique.